# Acacia havilandiorum
Acacia havilandiorum — вид квіткових рослин з родини бобових. Ареал: Австралія (Новий Південний Уельс, Південна Австралія, Вікторія).

## Середовище
Росте на піщаних або суглинистих червоних землях здебільшого в чагарниках.

## Біоморфологічна характеристика
Це випростане або розлоге дерево чи кущ (1–4 метри) із сірувато-коричневою корою та кутовими або смугастими голими гілочками. Цвіте в липні — жовтні. Сіро-зелені, схильні до висхідного росту, прямі або злегка вигнуті, жорсткі філлодії мають довжину від 3 до 9 см і ширину від 0,8 до 1,5 мм, вони досить крихкі й легко ламаються. Утворює прості суцвіття, які з'являються в групі від одного до трьох в пазухах і мають сферичні квіткові голови в діаметрі від 3 до 7,5 мм і містять від 20 до 30 яскраво-жовтих квіток. Після цвітіння утворює голі стручки, які від прямих до вигнутих, підняті над кожним насінням і злегка звужені між ними, мають довжину від 3 до 9 см і ширину від 2 до 3 мм.